# Shin – Cậu bé bút chì: Chuyến trăng mật bão táp – Giải cứu bố Hiroshi
Crayon Shinchan: Shinkon Ryokō Harikēn ~Ushinawareta Hiroshi~ (Nhật: クレヨンしんちゃん 新婚旅行ハリケーン ～失われたひろし～) hay còn được biết với tên tiếng Việt chính thức Shin – Cậu bé bút chì: Chuyến trăng mật bão táp – Giải cứu bố Hiroshi là phim anime 2019 được sản xuất bởi Shin-Ei Animation. Là bộ phim điện ảnh thứ 27 trong series manga và anime hài hước Shin – Cậu bé bút chì. Ra mắt tại các rạp phim Nhật Bản từ 19 tháng 4 năm 2019. Đạo diễn của bộ phim là Hashimoto Masakazu, cũng là đạo diễn của bộ phim thứ 21 Shin - Cậu bé bút chì: Rất ngon miệng! Cuộc giải cứu ẩm thực đường phố!!, bộ phim thứ 23 Shin - Cậu bé bút chì: Câu chuyện chuyển nhà của tớ! Cuộc tấn công của đội quân xương rồng và bộ phim thứ 25 Shin - Cậu bé bút chì: Cuộc xâm lăng của người ngoài hành tinh Shiriri. Kịch bản được viết bởi Ueno Kimiko cũng là người viết cho bộ phim năm 2015 Shin - Cậu bé bút chì: Câu chuyện chuyển nhà của tớ! Cuộc tấn công của đội quân xương rồng và bộ phim năm 2018 Shin – Cậu bé bút chì: Sự phục vụ bùng nổ! Kung Fu Boys ~Mì Ramen đại chiến~.

## Nội dung
Hiroshi và Misae chưa bao giờ đi một tuần trăng mật ở nước ngoài. Một ngày nọ, Misae phát hiện ra một gói hàng tới nước Úc rẻ tiền và rất phù hợp với cả khoản tiền của gia đình nên gia đình Nohara quyết định biến nó trở thành kì nghỉ tuần trăng mật đầu tiên của họ. 
Hiroshi bị bắt cóc khi đến nước Úc, bỏ Shinnosuke, Misae và những người còn lại vượt qua một chuyến phiêu lưu đầy nguy hiểm. Do đó, Hiroshi trở thành chìa khóa của một kho báu bí ẩn. Những thành viên còn lại của gia đình Nohara phải giải cứu Hiroshi, trong khi một người đàn ông bí ẩn với chiếc mặt nạ và thợ săn kho báu từ khắp nơi trên thể giới đang bắt cóc ông ấy. Cuộc đấu tranh đang ở giữa ba nhóm khác nhau trong chuyến phiêu lưu săn tìm kho báu này.
Cốt truyện của bộ phim gần giống với bộ phim năm 1994 Shin - Cậu bé bút chì: Bí mật kho báu của vương quốc Ụt ịt, kể cả các khái niệm của "chuyến du lịch ở nước ngoài rẻ tiền", "bị bắt cóc và đuổi theo", và "chìa khóa của kho báu". Trong bộ phim đó, Misae thắng được gói hàng tới vương quốc Ụt ịt, Shinnosuke bị bắt cóc và là chìa khóa của một kho báu bí ẩn của vương quốc đó, và cả gia đình bị đuổi theo bởi thợ săn kho báu.

## Phân vai
- Nohara Shinnosuke - Yumiko Kobayashi
- Nohara Misae - Miki Narahashi
- Nohara Hiroshi - Toshiyuki Morikawa
- Nohara Himawari - Satomi Korogi
- Bạch tuyết / Toru Kazama - Mari Mashiba
- Sakurada Nene - Tamao Hayashi
- Masao Sato - Sadatomo Ichiryu
- Bo Suzuki - Chie Sato

## Phụ trách kỹ thuật
- Kịch bản: Kimiko Ueno , Munenori Mizuno
- Đạo diễn: Tomoaki Ota, Daiji Suzuki, Michio Mihara
- Đạo diễn hoạt hình: Hideo Wireya, Katsunori Hara , Takatoshi Omori, Yuichiro Sueyoshi
- Thiết kế nhân vật: Michio Mihara, Yuichiro Sueyoshi
- Âm thanh: Akira Okuma
- Âm nhạc: Toshiyuki Arakawa , Hayato Matsuo
- Hợp tác sản xuất: Yuki Yoshida
- Nhà sản xuất: Satoshi Yamazaki,Yumi Murakami, Rika Tsuruzaki, Kensuke Suzuki
- Đạo diễn: Masakazu Hashimoto
- Sản xuất:  Shin- Ei Animation , TV Asahi , ADK , Futabasha
- Phân phối: Toho

## Nhạc phim

### Bài hát mở đầu
- Muscat " ( Senha & Co. )
- Lời và sáng tác- Yujin Kitagawa ; Trình bày: Yuzu

### Bài hát kết thúc
- Harunohi " ( Warner Music Japan / unBORDE )

## Phòng vé
Phim đã bán được 242.000 vé và thu về 289 triệu yên (khoảng 2,58 triệu đô la Mỹ), xếp ở vị trí thứ 3 trong tuần đầu công chiếu. Đến cuối tuần thứ bảy, Phim rớt khỏi top 10 và thu về tổng cộng 1.978.810.800 yên (khoảng 18,33 triệu đô la Mỹ) từ Phòng vé Nhật Bản. 

## Phát hành DVD
Vào ngày 8 tháng 11 năm 2019, DVD đã được phát hành bởi Bandai Visual .

## Thông tin bên lề
Bộ phim là tác phẩm đầu tiên của Yumiko Kobayashi trong với vai chính. Cô đã đảm nhận vai nhân vật chính Shinnosuke Nohara trong anime truyền hình vào tháng 7 năm ngoái sau khi nữ diễn viên lồng tiếng Akiko Yajima trước đó rời bỏ vai diễn này. Trong buổi ra mắt trên Truyền hình, Bộ phim được phát sóng trên TV Asahi vào thứ Bảy, ngày 12 tháng 9 lúc 6:56 chiều và nó đã đạt được mức xếp hạng 4,4%. 